# Gustaf Hedberg
Pour les articles homonymes, voir Hedberg.
Gustaf Hedberg (Höja socken (sv), 22 avril 1859 – Stockholm, 11 juin 1920) est un relieur suédois.

## Biographie
Gustaf Hedberg est le fils de Jöns Persson et Johanna Jönsdotter.
Il apprend son métier à Helsingborg, puis à Stockholm (1878-1881), Paris (1881-1885) et Londres. Il ouvre son propre atelier en 1886, dans le quartier Klara (Klaakvarteren) aujourd'hui démoli à Stockholm. Il était principalement connu pour la production de reliures de bibliothèque et de luxe, certaines en mosaïque de cuir avec gaufrage d'or, en cuir verni, en vrai maroquin, etc.
En 1889, Hedberg reçoit une bourse pour visiter l'Exposition universelle de Paris. Il obtient son premier prix aux expositions de Chicago en 1893 et de Stockholm en 1897. En 1901, il est nommé relieur de la cour. Il a également effectué des voyages d'études à Londres et à Paris, d'où il a introduit de nouveaux styles et ornements.
Gustaf Hedberg est mort célibataire.

## Travail
Gustaf Hedberg est connu pour ses nombreuses reliures Art Nouveau remarquables, souvent créées en collaboration avec des artistes suédois contemporains tels que Olle Hjortzberg (sv) , Arthur Sjögren (sv) et Alf Wallander (sv). Il est considéré comme le plus important relieur suédois de son temps.

## Collections
- Grande collection de livres donnée à la bibliothèque de l'Université de Lund par le bibliophile Carl Martin Collin (sv) en 1926.